# The Whisperers (Album)
The Whisperers ist ein Jazzalbum von Ivo Perelman und James Emery. Die wohl um 2022 in den Park West Studios, Brooklyn, entstandenen Aufnahmen erschienen am 11. August 2023 auf Mahakala Music.

## Hintergrund
Der brasilianische Tenorsaxophonist Ivo Perelman ist wahrscheinlich am besten für seine dauerhafte Partnerschaft mit dem Pianisten Matthew Shipp bekannt, die auf Dutzenden von Alben zu hören ist, sowohl im Duo als auch an der Seite anderer Schwergewichte wie William Parker, notierte Daniel Spicer. Aber er sei auch jemand, der bei der Wahl seiner Kooperationspartner gerne in andere Kontexte eintaucht, in den letzten Jahren etwa mit Mat Maneri, Nate Wooley, Tony Malaby und den Gitarristen Gordon Grdina, Elliott Sharp und Joe Morris. Ein weiterer Gitarrist, mit dem Perelman zusammenkam, war James Emery, der in den 2000er-Jahren noch Mitglied des String Trio of New York um John Lindberg war, ansonsten bis auf ein Album mit Franz Koglmann (Transformations, 2003) nur wenig aufgenommen hatte.

## Titelliste
- Ivo Perelman & James Emery: The Whisperers (Mahakala Music)[3]

1. One 6:30
2. Two 2:58
3. Three 2:53
4. Four 4:51
5. Five 2:46
6. Six 4:15
7. Seven 4:03
8. Eight 2:47
9. Nine 5:03
10. Ten 2:54
11. Eleven 5:22
12. Twelve 2:12
13. Thirteen 6:16

Die Kompositionen stammen von Ivo Perelman und James Emery.

## Rezeption

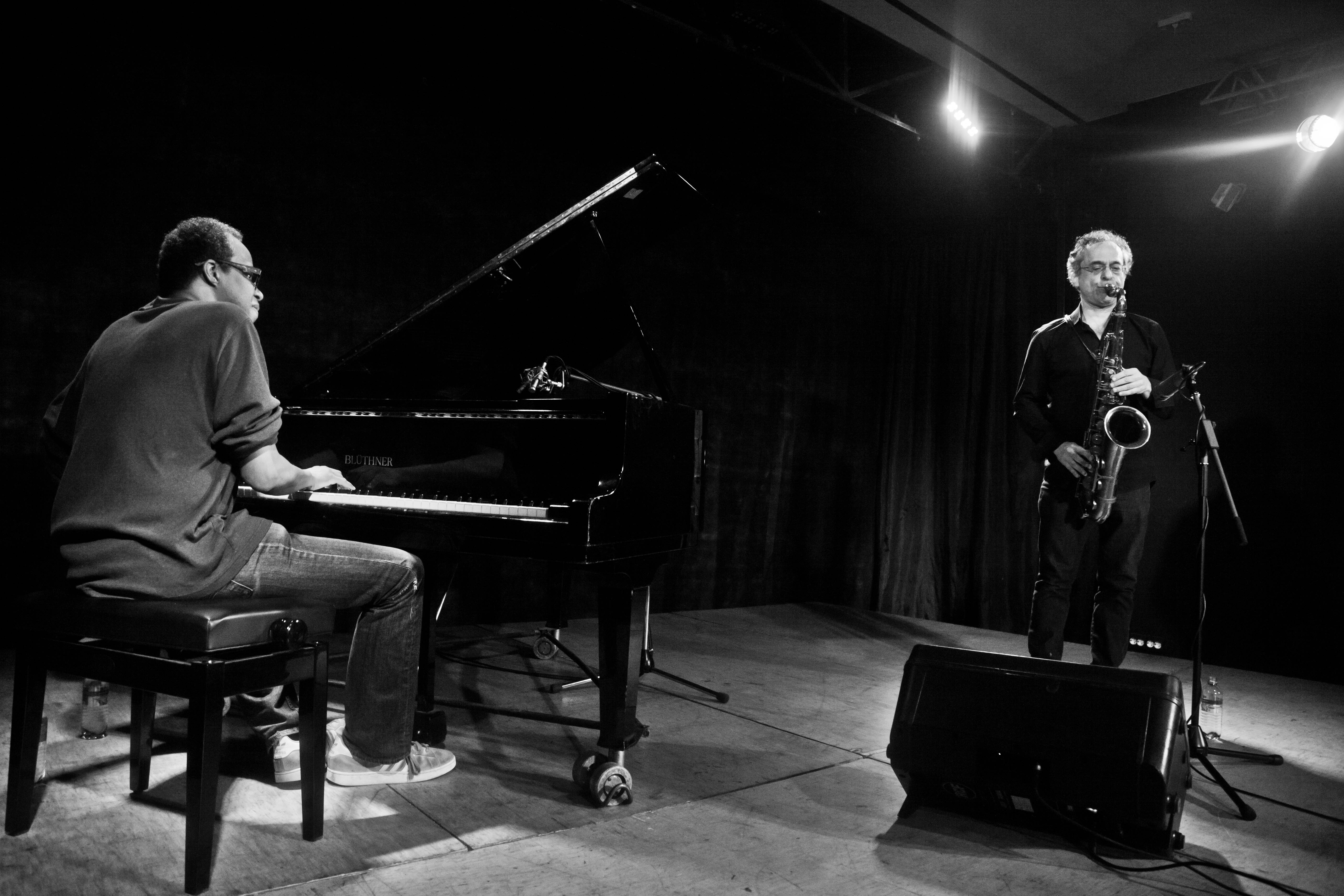
Ivo Perelman mit Matthew Shipp (am Piano) im Moskauer Jazzclub DOM 2017

An weniger vertrauten Schauplätzen, wie in dieser Duo-Begegnung mit Emery könne man eine andere Seite von Perelman erleben: weniger auf Extreme bedacht, sogar verspielter. Diese Energie bringe er in dieses Album ein, schrieb Daniel Spicer in Jazzwise. Im Vergleich mit seinem zeitgleich erschienenen Album mit Aruán Ortiz und Lester St. Louis (Prophecy) sei dies eine „frechere Energiebeschleunigung“. Emery wiederum spiele hier mit einem leisen, gedämpften Anschlag, der die physikalischen Eigenschaften des Instruments in den Vordergrund stellt, viel Raum für dicht gedrängte Läufe voll gespanntem Anpingen und unerwartetem Gezupfe biete und Perelman dazu dränge, sich in eher rasendes Terrain zu begeben. Wenn Emery anfange, heftig und perkussiv zu schlagen, könne man spüren, wie Perelman sein Ultra-Altissimo-Gekreische hoch steigen lasse, aber auch hier würde es im Allgemeinen Kontrolle und Sensibilität geben, die dieses Stück zu einer von Perelmans angenehmeren Veröffentlichungen der letzten Zeit mache.
Diese Aufnahme sei interessant und fesselnd, meinte Sammy Stein. Es herrsche eine solche Dynamik zwischen den Spielern, und die Essenz eines Titels ändere sich stets mit einem Motiv oder einer skurrilen Phrase eines der Spieler, während der andere als Reaktion darauf intuitiv seinen Kurs ändere. Perelman würde einmal mehr beweisen, dass er sowohl ein Meister der improvisierten Musik als auch des Tenorsaxophons sei, vor allem aber wegen der Wahl der Gitarristen zu loben sei, mit denen er jeweils aufnehmen möchte.